# Gian Luca Gregori
Gian Luca Gregori (San Benedetto del Tronto, 4 giugno 1961) è un economista italiano, rettore dell'Università Politecnica delle Marche.

## Biografia
Nel 1985 si è laureato con lode in Economia e Commercio presso l'Università degli Studi di Ancona.
Ha quindi intrapreso la carriera accademica nell'Istituto di Science Aziendali della medesima università, diventando ricercatore in Economia e Gestione delle Imprese nel 1987, nel 1999 professore associato e nel 2002 come professore ordinario..
Presso la stessa università (che dal 2003 aveva assunto la denominazione di Università Politecnica delle Marche) ha diretto il Dipartimento di Management (2007-2009) e presieduto la facoltà di Economia (2009-2014). Già prorettore dal 2013, nel 2019 è stato eletto rettore.
È membro dell'Accademia Italiana di Economia Aziendale, dell'Associazione Internazionale di Studi sulla Distribuzione e del consiglio di presidenza della Società Italiana di Marketing. Dal giugno 2018 è anche Presidente del Consiglio di Indirizzo e Sorveglianza del Consorzio Universitario di Economia Industriale e Management che associa 24 Università.
Nell'aprile 2024 è nominato presidente di Webuild, colosso internazionale nell'ambito delle infrastrutture.

## Attività scientifiche e pubblicazioni
Coordina la collana di monografie "Gestione d'Impresa" edita da Franco Angeli ed è autore di articoli e saggi sul business marketing nell'ambito delle piccole e medie imprese italiane.